# Natalia Leśniak
Natalia Leśniak (ur. 10 lipca 1991 r. w Suchej Beskidzkiej) – polska łuczniczka specjalizująca się w łuku klasycznym.
W 2009 roku zdobyła brązowy medal mistrzostw świata juniorek w Ogden. W składzie drużyny wystąpiły również Anna Grzelak i Paula Wyczechowska. W półfinale przegrały z Koreankami, lecz w walce o trzecie miejsce pokonały reprezentantki Ukrainy 209–198.
Wystąpiła na igrzyskach olimpijskich w Londynie w rywalizacji indywidualnej. Odpadła w pierwszej rundzie, przegrywając z Chinką Xu Jing.
W marcu 2014 roku na halowych mistrzostwach świata w Nîmes wywalczyła brązowy medal w zawodach drużynowych razem z Adrianą Rachwal i Kariną Lipiarską-Pałką. W półfinale uległy reprezentantkom Niemiec, zaś w pojedynku o trzecie miejsce wygrały z Białorusinkami po dodatkowych strzałach. W lipcu tego samego roku zdobyła srebrny medal mistrzostw Europy w Echmiadzinie. W finale przegrała z Rosjanką Tatianą Sieginą. Wcześniej brąz zdobyła razem Kariną Lipiarską-Pałką i Justyną Mospinek-Kluz w zawodach drużynowych.
Wzięła udział w pierwszych igrzyskach europejskich rozegranych w Baku. W zawodach indywidualnych odpadła w pierwszej rundzie, przegrywając z Białorusinką Jekateriną Timofiejewą. W rywalizacji drużynowej razem z Wioletą Myszor i Adrianą Żurańską uległy reprezentantkom Danii w 1/8 finału.
Rok później na halowych mistrzostwach świata w Ankarze zdobyła dwa srebrne medale. W zawodach indywidualnych przegrała w finale z Niemką Lisą Unruh, zaś w drużynie z Kariną Lipiarską-Pałką i Wioletą Myszor uległa w walce o złoty medal z Japonkami.
W 2017 roku została halową mistrzynią Europy w Vittel w rywalizacji drużynowej. W składzie wystąpiły również Wioleta Myszor i Karolina Farasiewicz. W finale pokonały reprezentantki Francji.

## Wyniki
| Rok  | Zawody                                   | Miejscowość       | Grupa  | Ind.   | Druż.  | Mikst |
| ---- | ---------------------------------------- | ----------------- | ------ | ------ | ------ | ----- |
| 2009 | Młodzieżowe mistrzostwa świata           | Ogden             | Junior | 22.    | brąz   | –     |
| 2010 | Halowe mistrzostwa Europy                | Poreč             | Junior | 15.    | brąz   | –     |
| 2011 | Halowe mistrzostwa Europy                | Cambrils          | Senior | 9.     | 5.     | –     |
| 2011 | Mistrzostwa świata                       | Turyn             | Senior | 9.     | 9.     | –     |
| 2011 | Młodzieżowe mistrzostwa świata           | Legnica           | Junior | 8.     | 5.     | 5.    |
| 2012 | Mistrzostwa Europy                       | Amsterdam         | Senior | 7.     | 9.     | –     |
| 2012 | Igrzyska olimpijskie                     | Londyn            | Senior | 33.    | –      | –     |
| 2013 | Mistrzostwa świata                       | Antalya           | Senior | 33.    | 9.     | –     |
| 2014 | Halowe mistrzostwa świata                | Nîmes             | Senior | 17.    | brąz   | –     |
| 2014 | Mistrzostwa Europy                       | Eczmiadzyn        | Senior | srebro | brąz   | –     |
| 2015 | Igrzyska europejskie                     | Baku              | Senior | 33.    | 9.     | –     |
| 2015 | Mistrzostwa świata                       | Kopenhaga         | Senior | 57.    | 23.    | –     |
| 2015 | Mistrzostwa Europy w łucznictwie polowym | Rzeszów           | Senior | srebro | 7.     | –     |
| 2016 | Halowe mistrzostwa świata                | Ankara            | Senior | srebro | srebro | –     |
| 2016 | Mistrzostwa Europy                       | Nottingham        | Senior | 17.    | 9.     | –     |
| 2017 | Halowe mistrzostwa Europy                | Vittel            | Senior | 17.    | złoto  | –     |
| 2017 | World Games                              | Wrocław           | Senior | 11.    | –      | –     |
| 2017 | Mistrzostwa świata                       | Meksyk            | Senior | 33.    | 18.    | –     |
| 2018 | Mistrzostwa Europy                       | Legnica           | Senior | 33.    | 9.     | –     |
| 2018 | Mistrzostwa świata w łucznictwie polowym | Cortina d’Ampezzo | Senior | 10.    | –      | –     |
| 2019 | Mistrzostwa świata                       | 's-Hertogenbosch  | Senior | 33.    | 17.    | –     |
| 2019 | Mistrzostwa Europy w łucznictwie polowym | Mokrice           | Senior | 9.     | –      | –     |